# Rogiertoren
De Rogiertoren (Frans: Tour Rogier) is een torengebouw in de zakenwijk Noordruimte van Brussel. De toren wordt gebruikt door de financiële instelling Belfius.
De toren werd gebouwd op de plaats van de vroegere Martini-toren aan het Rogierplein en werd in 2006 in gebruik genomen. Het nieuwe torengebouw, dat zich op het grondgebied van de Brusselse gemeente Sint-Joost-ten-Node bevindt, is 137 meter hoog en op vier na het hoogste gebouw van België. Onder het gebouw ligt er een parking van vier verdiepingen.
Tot 2012 heette het Dexia-toren, naar de voormalige bank. Sinds de splitsing van de Dexia holding spreekt men van de Rogiertoren. Dexia is verhuisd van de Rogiertoren naar de Bastion Tower.  Sinds de laatste bankencrisis is Belfius (de afgesplitste bankactiviteiten van Dexia) de enige gebruiker van het gebouw. De medewerkers in de andere twee hoofdgebouwen in Brussel in het Pachecogebouw en het Galileigebouw verhuisden nadien naar de Rogiertoren.

## Ontwerper
Architecten: Philippe Samyn and partners, M&JM Jaspers, J. Eyers & Partners.

## Verlichting
Achter 4200 ramen van het gebouw (voor- en zijkanten) zit een ledverlichting van 12 lampjes. Dankzij de weerkaatsing van deze ledstrips op de (gesloten) zonneblind, licht het gehele raamoppervlak op.
In de beginjaren werd er meegedaan aan verscheidene lichtprojecten en -evenementen. Bijvoorbeeld van 22 december 2006 tot 15 januari 2007 liep er het project 'Touch' van het Brusselse LAb[au]: de kleur van de toren kon door het publiek bepaald worden aan de hand van een touchscreen, dat voor de toren was opgesteld.
Tijdens de perikelen waarin Dexia verkeerde was er geen lichtproject meer voorzien. Sinds 2015 wordt de toren af en toe opnieuw verlicht, meestal naar aanleiding van speciale gelegenheden, zoals de The Belgian Pride in Brussel, de Special Olympics, de Olympische Spelen, de Rode Neuzen Dag of de Nationale feestdag van België op 21 juli.

## Afbeeldingen

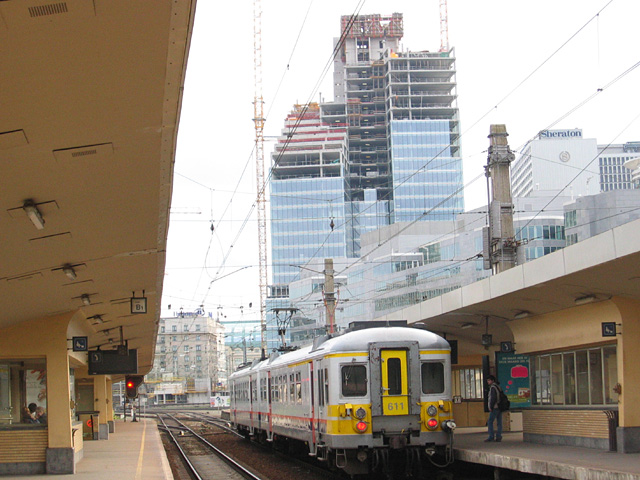
Rogiertoren in aanbouw
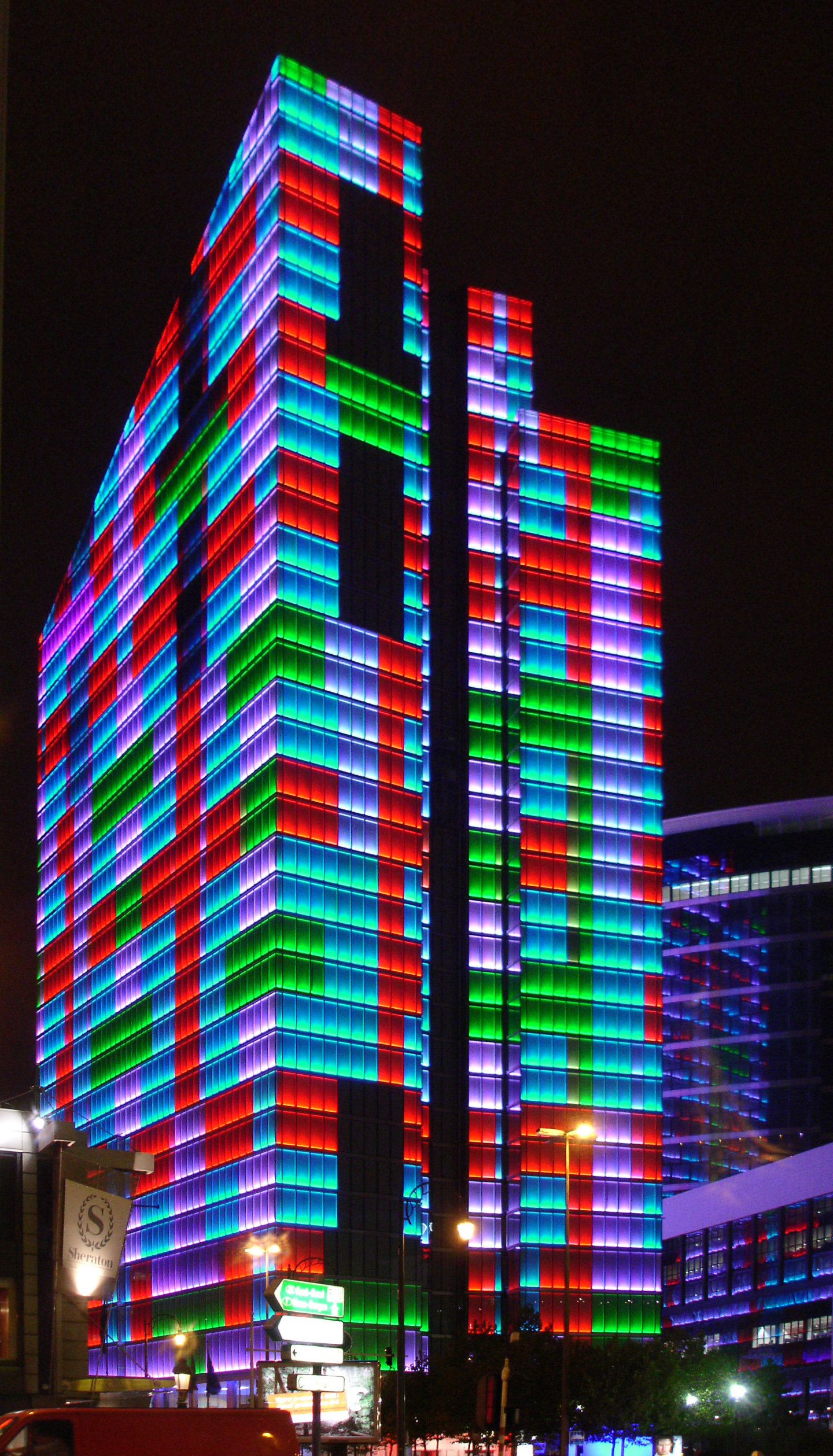
Rogiertoren verlicht